# Gonidium
Gonidium (l.mn. gonidia) – termin w botanice, fykologii (algologii) oraz mykologii, określający:
- u sinic (Cyanobacteria) – pojedyncze komórki powstałe po fragmentacji plechy, rozwijające się w nową nić;
- u innych glonów (Algae) – zarodniki rozmnażające się bezpłciowo (wegetatywnie);
- u porostów (Lichenes) – autotroficzne (fotobionty) komponenty na plechach, otoczone przez strzępki, najczęściej tworzone przez zielenice właściwe (Chlorophyceae), rzadziej przez sinice z rodzajów: trzęsidło (Nostoc), Scytonema i Gloeocapsa.